# Municipio de Kinsman
El municipio de Kinsman (en inglés: Kinsman Township) es un municipio ubicado en el condado de Trumbull en el estado estadounidense de Ohio. En el censo del año 2010 tenía una población de 1876 habitantes. Tiene una población estimada, en 2019, de 1791 habitantes.

## Geografía
El municipio de Kinsman se encuentra ubicado en las coordenadas 41°27′22″N 80°34′16″O / 41.45611, -80.57111. Según la Oficina del Censo de los Estados Unidos, el municipio tiene una superficie total de 69.46 km², de la cual 68,57 km² corresponden a tierra firme y (1,29 %) 0,9 km² es agua.

## Demografía
Según el censo de 2010, había 1876 personas residiendo en el municipio de Kinsman. La densidad de población era de 27,01 hab./km². De los 1876 habitantes, el municipio de Kinsman estaba compuesto por el 97,76 % blancos, el 0,53 % eran afroamericanos, el 0,59 % eran amerindios, el 0,11 % eran asiáticos, el 0,37 % eran de otras razas y el 0,64 % eran de una mezcla de razas. Del total de la población el 1,01 % eran hispanos o latinos de cualquier raza.